# Dautmergen
Dautmergen är en kommun (tyska Gemeinde) i Zollernalbkreis i delstaten Baden-Württemberg i Tyskland. Folkmängden uppgår till cirka 450 invånare, på en yta av 4,54 kvadratkilometer.
Kommunen ingår i kommunalförbundet Oberes Schlichemtal tillsammans med staden Schömberg och kommunerna Dormettingen, Dotternhausen, Hausen am Tann, Ratshausen, Weilen unter den Rinnen och Zimmern unter der Burg.

## Befolkningsutveckling
| Befolkningsutvecklingen i Dautmergen 1975–2015 | Befolkningsutvecklingen i Dautmergen 1975–2015 | Befolkningsutvecklingen i Dautmergen 1975–2015 | Befolkningsutvecklingen i Dautmergen 1975–2015 | Befolkningsutvecklingen i Dautmergen 1975–2015 |
| ---------------------------------------------- | ---------------------------------------------- | ---------------------------------------------- | ---------------------------------------------- | ---------------------------------------------- |
|                                                |                                                |                                                |                                                |                                                |
| År                                             |                                                |                                                | Folkmängd                                      | Areal (ha)                                     |
| 1975                                           | 1975                                           |                                                | 356                                            | 454                                            |
| 1980                                           | 1980                                           |                                                | 327                                            |                                                |
| 1985                                           | 1985                                           |                                                | 323                                            |                                                |
| 1990                                           | 1990                                           |                                                | 340                                            |                                                |
| 1995                                           | 1995                                           |                                                | 407                                            |                                                |
| 2000                                           | 2000                                           |                                                | 419                                            |                                                |
| 2005                                           | 2005                                           |                                                | 416                                            |                                                |
| 2010                                           | 2010                                           |                                                | 407                                            |                                                |
| 2015                                           | 2015                                           |                                                | 400                                            |                                                |
|                                                |                                                |                                                |                                                |                                                |